# Sunset Boulevard (Original Motion Pictures Score)
Sunset Boulevard (Original Motion Pictures Score) è un album in studio di Franz Waxman, pubblicato nel 2002 e contenente la colonna sonora del film Viale del tramonto

## Descrizione
L'album contiene la colonna sonora, vincitrice del premio Oscar e del Golden Globe del film Viale del tramonto, composta da Franz Waxman. Inedita, è stata pubblicata per la prima dall'etichetta discografica Varèse Sarabande in formato CD solo nel 2002, in un'edizione in cui l'intera colonna sonora è stata ri-registrata da Joel McNeely e dalla Scottish Symphony Orchestra.

## Tracce
1. Sunset Boulevard Prelude
2. Paramount Studio
3. Chase And Mansion
4. Norma Desmond
5. An Aging Actress
6. Reading The Script
7. The Strange Garden
8. Norma's Gallery
9. The Waxworks And The Bridge Game
10. Afternoon Outings
11. Sacrifice Of Self-respect
12. The Old Bathing Beauty
13. Parading To Paramount
14. Old Friends
15. Demille's Compassion
16. Norma's Suspicions
17. New Interest And The Studio Stroll
18. Her First Husband
19. The Showdown
20. Farwell
21. Joe Walks Out
22. The Corpse
23. The Comeback
24. Sunset Boulevard Cast
25. Prelude And Conversing Corpses (traccia bonus)

## Crediti
- Joel McNeely - direzione d'orchestra
- Royal Scottish National Orchestra - orchestra